# 阿當斯島
66°33′S 092°35′E / 66.550°S 92.583°E
阿當斯島（英語：Adams Island）是南極洲的島嶼，位於南大洋的麥克唐納灣西部，由澳大利亞的探險隊發現，以船上的甲板長命名，島上無人居住。